# 臨渙郡
临涣郡，中国南北朝时设置的郡。
南朝梁普通六年（525年）以汉、晋铚县故城置临涣郡，属西徐州，治所在涣北县（今安徽省濉溪县西南七十里古城乡）。辖境相当今安徽省濉溪县、涡阳县、宿州市等地。太清二年（548年）被东魏占领，属武州、睢州。北齐废临涣郡。